# Corte de los Búhos
La Corte de los búhos (en inglés The Court of Owls) es una organización perteneciente al crimen organizado, y una sociedad secreta que aparece en los cómics estadounidenses publicados por DC Comics, comúnmente en asociación con el superhéroe Batman. 

## Historial de publicación
La Corte de los búhos fue creada por el escritor Scott Snyder y el artista Greg Capullo y son los principales antagonistas de Batman en los primeros arcos de The New 52, el reinicio del año 2011 de la continuidad de DC. Se mencionan por primera vez en Batman nº 2 (2011) y hacen su primera aparición en Batman nº 3 cuando Batman descubre una de sus bases secretas y donde se los ve posando con uno de sus asesinos, el garra William Cobb, en una serie de fotografías antiguas que finalmente proporcionan a Batman la prueba de su existencia.

## Historia ficticia

### The New 52
La Corte de los búhos es un contubernio ha controlado Gotham durante siglos. Una camarilla violenta de algunas de las familias más antiguas y ricas de la ciudad que usan el asesinato y el dinero para ejercer gran influencia política a lo largo de la historia. Sus bases de operaciones están escondidas en algunas de las estructuras más antiguas de la ciudad. Una canción de cuna que los describe se ha transmitido a través de las generaciones de Gotham:
Cuidado con la Corte de los búhos, que vigila todo el tiempo, gobernando Gotham desde su percha a la sombra, detrás de granito y cal. Te miran en tu hogar, te miran en tu cama. No habléis en voz baja sobre ellos, o enviarán las garras a por tu cuello..
Para llevar a cabo sus intereses, emplean una raza de asesinos altamente entrenados conocidos como los garras. Los líderes de la organización parecen ser humanos y llevan máscaras de búho en la cara, pero algunos miembros de menor rango parecen ser híbridos búho-humano.
La historia más antigua de la Corte de los búhos se remonta a los primeros días de Gotham en el año 1600, y ha estado involucrada en muchos actos delictivos en la ciudad a lo largo de los años. La Corte de los búhos tomó nota cuando el multimillonario filántropo Bruce Wayne anuncia planes para reconstruir y remodelar la ciudad de Gotham para el futuro. La corte sentencia a muerte a Bruce, y su asesino, el garra William Cobb, intenta asesinarlo durante una reunión con Lincoln March. Luchan en la parte superior de la Torre Wayne (Torre Diaz) y el asesino sobrevive a una caída desde la cima. Batman descubre que su sociedad tiene sedes secretas en habitaciones ocultas en cada edificio establecido por la Fundación Alan Wayne, creada por el bisabuelo de Bruce, Alan Wayne. Bruce relata que cuando era niño creía que la corte de los búhos fue la responsable de la muerte de sus padres, y personalmente investigó la conspiración antes de determinar que no había evidencia. Posteriormente Batman es atrapado y torturado por la Corte, pero escapa.
No mucho después, aparentemente cansados de su juego y enojados por la fuga de Batman y el descubrimiento de su guarida, la Corte desata la fuerza total de su ejército de garras no muertos en la ciudad para matar a Batman y sus aliados y retomar Ciudad Gótica para ellos.
En la historia de 2012 "La noche de los búhos", que se publicó en los libros relacionados con Batman, la Corte de los Búhos, enojada por la derrota de William Cobb a manos de Batman, despierta a todas sus otras garras para arrebatarle Gotham —literal e ideológicamente—  a Batman. También se deshacen del cuerpo de Cobb para que Alfred Pennyworth lo encuentre. También quieren demostrar que son la primera leyenda de la ciudad y  Batman. Las garras atacan primero la Baticueva, pero el lesionado Bruce todavía logra derrotar a varios de ellos. Alfred descubre el resto de objetivos de los Búhos y envía un mensaje de radio a la Familia Batman en busca de ayuda. Tim Drake y Jason Todd reciben uno y Jason decide proteger al Sr. Frío. Robin (Damian Wayne), Batwing y las Aves de Presa también responden a la llamada de Alfred. Bruce usa un traje de batalla blindado para poder luchar contra todas las Garras, mientras que uno de los asesinos revive a William Cobb.
Las Aves de Presa son uno de los primeros en luchar contra un garra que es despiadado y cruel en sus métodos, que quiere matar a "alimañas callejeras". Nightwing recibe el mensaje y va a salvar al alcalde Sebastian Hady. Nightwing no tiene ningún problema en matar al garra atacando a Hady debido a que ya está muerto, pero al detenerlo, es acuchillado en el pecho por un revivido Cobb. Cobb atribuye a Nightwing, como su descendiente, quien cometió la mayor y peor traición al trabajar con Batman. Cuando Selina y Spark llegan para robarle al Pingüino, ven que el auto del Pingüino se va, pero no son conscientes de que el Pingüino mismo todavía está vivo y está siendo brutalmente golpeado por Ephraim Newhouse, un garra. Bruce, mientras tanto, continúa luchando contra las Garras que invaden la Baticueva y finalmente logra detenerlos, y se dirige a salvar a Jeremiah Arkham que está luchando contra las Garras a través de Roman Sionis. Nightwing es brutalmente golpeado por Cobb quien sigue burlándose de él. Cobb exige que su heredero lo impresione, finalmente se da por vencido y dice que Nightwing es un desperdicio. Nightwing, sin embargo se recupera y congela a Cobb, y luego ofrece proteger a Jeremiah Arkham de Batman.
Selina y Spark controlan la pelea, y mientras Spark desea retirarse, Selina se lanza a la pelea. Después de darle a Arkham a Nightwing, Batman va a salvar a Lincoln March. Bruce combate a Alton Carver, el garra enviado a matar a March, pero no puede evitar que Carver mate a March, un candidato al ayuntamiento que quería hacer de Ciudad Gótica un lugar mejor. March le da a Batman un paquete que mejorará Ciudad Gótica y Bruno se dirige a incendiar la guarida de la Corte de los Búhos. Damian se dirige a las afueras de Ciudad Gótica y decapita a un garra que buscaba matar a un general del ejército y Batwing procede a mutilar a un garra que quería asesinar a Lucius Fox.
Batgirl procede a conocer a una garra llamada Mary, quien, cuando la ve, simplemente le acaricia la cara. Batgirl saca un pedazo de papel de Mary. Las bombas de globo lanzadas por la Corte de los Búhos también comienzan a explotar en lugares al azar. Batgirl luego empuja a Mary en una bomba de globo, matándola. El comisionado Gordon es encontrado por un miembro de la Corte de Búhos al que se le dice que Ciudad Gótica está perdida, que no debe activar el símbolo del murciélago y que si intentaba detenerlo, un garra mataría a su hija Barbara Gordon (Batgirl) The Outlaws capturan al Sr. Freeze y Red Hood terminan hablando de un garra para suicidarse. La batalla contra los Búhos comienza a seguir el camino de los ciudadanos de Gotham. Alton luego se despierta, creyéndose finalmente libre del miedo y de todo lo que lo ha atado. El Sr. Freeze, sin embargo, escapa e intenta matar a Bruce Wayne, pero una vez más termina siendo detenido.
Selina y Spark inicialmente piensan que han matado al garra, pero se dan cuenta de que los garras son, en cierto modo, inmortales. Efraín toma el látigo de Selina y comienza a vencer sin piedad a Spark y luego estrangular al amante de Selina. Selina decide negociar con el garra, ofreciéndole un juego completo de dagas garra. Efraín comienza a escuchar pero el Pingüino le dispara en la cabeza. Selina y Spark finalmente deciden no robar las dagas garra que Pingüino originalmente tenía en su poder y se dirigen a depositar el cuerpo del garra, que dejan en la batseñal, con la Noche de los Búhos llegando a su fin.
Después de la batalla, Bruce rastrea el liderazgo de la agrupación de la Corte de Búhos en Ciudad Gótica a la familia Powers. Sin embargo, cuando encuentra la Corte, todos están muertos por el veneno. Al día siguiente, confundido sobre si la Corte mató o no a sus padres, descubre que Lincoln March había sido una Garra y lo rastrea. Al enfrentarse al candidato a alcalde aun viviente, descubre que March usó el suero garra del Mr. Freeze para sobrevivir, que March fue un garra creado para competir con Batman, y que March mató a la agrupación de la Corte en Gotham para vengarse personalmente de Bruce. March dice ser el hermano de Bruce Thomas Wayne Jr. y cree que Bruce es responsable de la muerte de Thomas y Martha Wayne. Los dos participan rápidamente en combates, que March llama "búho contra murciélago". March afirmó que recibió la visita de Martha Wayne todos los días mientras La Corte de los húhos lo estaba entrenando. Batman continuó su lucha con March y terminó escapando. Aunque las capacidades regenerativas de March significaron que nunca podría estar seguro de si Lincoln March volvería. Bruce nunca estaría realmente seguro de si Lincoln March estaba diciendo la verdad sobre su ascendencia sin una prueba de ADN, pero muchos de los hechos de su historia podrían encajar en la documentación oficial, con la condición de que Martha y Thomas Wayne hubieran mentido. Bruce le dice a Dick que cuando la Corte de los búhos regrese, estará listo.

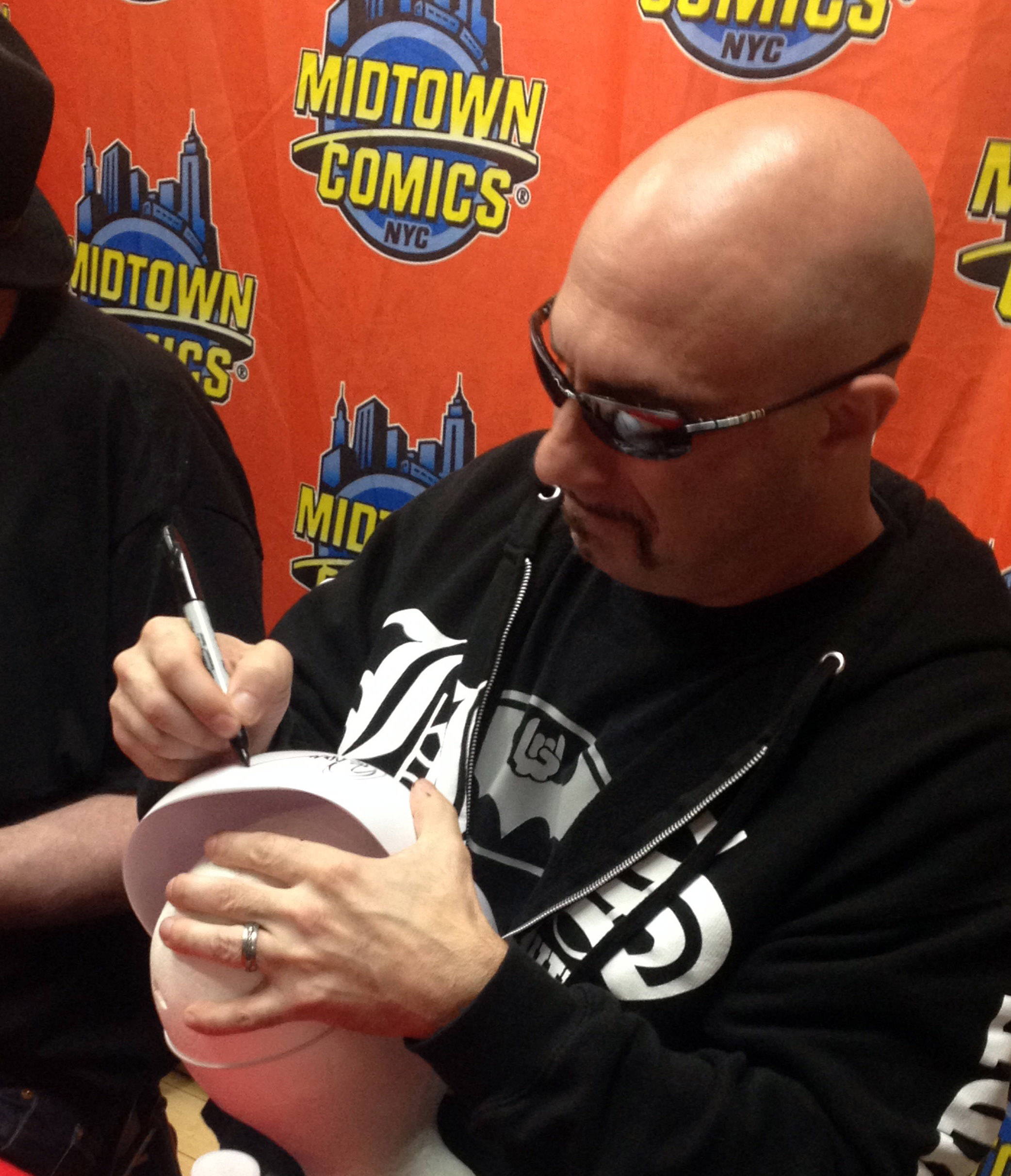
El artista Greg Capullo firma una máscara réplica de Court Of Owls durante una aparición en Midtown Comics

Durante la historia de "Maldad Eterna", La Corte de losbBúhos ve las noticias del Sindicato del Crimen de América que la Liga de la Justicia está "muerta" y afirma que la Corte de los búhos prosperará. Con su existencia amenazada, explorarán los cimientos de su historia antigua  y la usarán para adaptarse. Un miembro prominente de la Corte de los búhos lleva a su hija a un lugar seguro que resultó ser el lugar donde comenzó la Corte de los Búhos. Cuando entran en los túneles debajo de la ciudad, la niña admite que está asustada, y su padre revela que la fuerza viene del miedo al contar la historia de la Gotham. Curiosa, la chica se pregunta cómo su historia puede salvarlos de una turba enloquecida de alborotadores. Su padre explica que si bien podían usar su control de las instituciones establecidas para sofocar las amenazas en el pasado, esta situación es más grave, por lo que han ido a la casa de quien comenzó todo. Desde las sombras, una mujer les grita que dejen de advertir que no pueden devolver la primera. Ella había asesinado a más hermanos antes al servicio de la prevención del primer despertar y no dudaría ahora. Sin embargo, para su sorpresa, la hija del hombre salta sobre su espalda y le rasga la carne con cuchillos. Orgulloso, su padre la conduce a través de las grandes puertas de madera a la cámara de la Primera Garra. Una vez que atraviesan las grandes puertas de madera, anticipan ansiosamente la expresión de las caras de las víctimas de la Primera Garra cuando ven la primera y más terrible arma que la Corte haya usado alguna vez. La hija salta sobre su espalda y le rasga la carne con cuchillos. Algunas de las Garras parecen estar en hielo en la Penitenciaría Blackgate en el momento en que Bane está causando un levantamiento allí. Bane llega a la zona donde están las Garras, donde hace planes para usarlas como armas. Espantapájaros y Man-Bat intentan robar las garras congeladas de la Penitenciaría de Blackgate mientras Pingüino tiene una reunión con Bane. Bane luego llega a la Penitenciaría Blackgate mientras Man-Bat y sus compañeros murciélagos intentan transportar las Garras al Sr. Freeze y pueden evitar que uno se vaya. Los Man-Bats pueden llevar las Garras restantes al Sr. Freeze. Bane más tarde lucha contra Killer Croc y es capaz de derrotarlo mientras fija su vista en recuperar las Garras. Bane despierta a William Cobb y lo lleva a través por Gotham, donde lucha contra los miembros de Arkham Asylum. Bane comienza a reclutar ciudadanos de la ciudad a su lado, ofreciendo su base en Wayne Tower como un refugio para la gente para escapar del gobierno de los reclusos de Arkham. Él le cuenta a Cobb su plan de llevar la ciudad a la Corte, a cambio del uso de garras a su disposición para ser alimentado por su Veneno. Los garras atacan a los hombres de Bane, y finalmente ponen su objetivo en Bane. Con la ayuda de Cobb, Bane puede herir a las Garras lo suficiente como para activar sus poderes regenerativos para eliminar la tecnología de control mental. Los villanos de Arkham inducidos por el Veneno atacan a Bane y las Garras en Blackgate. Traen a Bane de regreso al Asilo Arkham, donde Bane comienza a derrotarlos cuando su Veneno desaparece. Después de la derrota del Sindicato del Crimen, Bane y las Garras son derrotados por Batman quien recupera el control de Gotham.
Al final de la serie 2014-2015 Batman: Eternal, se revela que Lincoln March utilizó los recursos de la Corte para financiar la Campaña de Cluemaster contra Batman, argumentando que Batman no prestaría mucha atención a Cluemaster como candidato, mientras que March dejó que Cluemaster hiciera todo el trabajo de llevar a Batman hacia abajo, planeando intervenir y matar al Caballero Oscuro en el último minuto antes de retirarse nuevamente al sombras, razonando que la muerte pública de Batman a manos de un enemigo desconocido terminaría para siempre con el 'mito' del Caballero Oscuro. Sin embargo, el plan falla cuando los aliados de Batman y la gente de Gotham se unen en contra del asalto de March después de que Gordon les pida que defiendan la ciudad en nombre de Batman, forzando a March a retirarse. Mientras huye a través de las alcantarillas, es capturado por la Corte restaurada y encerrado en animación suspendida. La Corte de los búhos reflexiona que pueden liberarlo en una década más o menos si deciden que lo necesitan.
En la historia de 2015 - 2016 "Robin War" Damian acepta convertirse en el 'Hijo Gris' de la Corte de búhos y lidera un grupo de garras para evitar que los Robins interfieran. Dick Grayson se enfrenta a Lincoln March, quien revela que todo el evento fue una estratagema para llevarlo a Grayson y para que el primero aceptara su destino como el 'Hijo Gris'. Utilizando el dispositivo explosivo en Damian como palanca, Lincoln logra llevar a Grayson a la Corte de los búhos, poniendo fin a la Guerra de los Robins.

### Renacimiento DC
En la nueva serie de Nightwing, Lincoln March se dirige a la Corte de los Búhos mientras deciden dejar de lado su conexión con La Corte de los búhos en Gotham y ponerse máscaras de búho negro. A medida que March comienza a predicar su nuevo papel en el Parlamento, Raptor lo mata, quien revela que tanto él como el Parlamento están de acuerdo en que los propios deseos de March comenzaron a convertirse en un obstáculo para ellos y que necesitaban un camino limpio hacia Nightwing. Dick Grayson finalmente ha recuperado su identidad secreta y ha vuelto al papel de Nightwing. Él voluntariamente trabaja para la Corte para destruirla desde dentro; la Corte desconfía y sospecha de las verdaderas intenciones de Grayson, pero no saben que su poder sobre él ha desaparecido. Para mantenerlo bajo control, la Corte lo asocia con Raptor para ayudar en sus misiones.

## Miembros
- RH Orchard - Construyó el Hotel Orchard en 1893. Su hijo Benjamin Orchard escapó de su hogar y se unió al circo de Haly. RH convirtió a su propio hijo en un garra como represalia por darle la espalda a su legado.

- Maria Powers - La esposa de Joseph Powers, dueño del Hotel Powers, y miembro de la Corte de los Búhos.

- Lincoln March - Un candidato al municipio de Gotham que dice ser Thomas Wayne Jr.

- Thurston Moody - Un rico noble de Gotham que es un miembro potencial de la Corte de los Búhos en el siglo XIX. Usó a niños secuestrados como esclavos y fue descubierto por Jonah Hex y Amadeus Arkham.

- Sebastian Clark- Ex Gran Maestro de la Corte. Su padre Erastus escribió un libro revelador en la corte, pero fue asesinado junto con todos los que tenían alguna conexión con el libro, que había publicado en secreto en otro estado. Sebastian tiene lo que puede ser la única copia sobreviviente. Sebastian escapó de la corte cuando se trataba de su padre y vivió en Europa durante años bajo una identidad asumida. Luego regresó a Gotham y comenzó a vender software de seguridad de su propio diseño a los presuntos miembros de la Corte en un esfuerzo por descubrir todo lo que pudiera sobre la Corte para que pudiera desmantelarla. Se hizo amigo de Calvin Rose y se convirtió en su benefactor por un tiempo, antes de que Calvin se diera cuenta de que había sido el Gran Maestro de la Corte. Parece que Sebastian estaba utilizando a Calvin en una toma de poder para tomar los activos de la Corte y, con la ayuda de Bane, tomar la ciudad de Ciudad Gótica.

- John Wycliffe - Gran maestro de la corte después de Sebastian Clark. Un descendiente de Bartholomew Wycliffe, uno de los firmantes de la carta fundacional de Gotham. Fue asesinado por Sebastian Clark.

- Nightwing - La encarnación original de Robin. Dick Grayson ha asumido la identidad de Batman en algunas ocasiones y más tarde cuando su identidad Nightwing fue desenmascarada en la televisión, se vio forzado a fingir su muerte y poco después se convirtió en el topo de Batman en la nefasta organización de espionaje Spyral. Más tarde, la Corte de los búhos lo chantajeó para que se uniera oficialmente a su organización, aunque todas las partes saben que Grayson intenta usar su nueva posición contra ellos.

### Los garras
Los garras son una raza de asesinos letales que son absolutamente leales a la Corte de los Búhos. Permanecen "durmiendo" en lo profundo de su santuario interior hasta que son "llamados". La Corte, aparentemente esta obsesionada con la mitología griega, comenzó a usar electrum (una aleación altamente conductora de plata y oro con trazas de cobre y otros elementos) para tratar a sus garras "retiradas". Finalmente se desarrolló un suero que, junto con el electrum, podría devolver la vida a los garras muertos. Los garras así revividas parecen ser indestructibles, sobreviviendo a acuchilladas a través del cráneo, y electrocución, perdiendo una parte del cuerpo, cayendo desde la altura de un rascacielos, etc. Si se exponen al frío extremo, los garras recuperados  se apagarán, entrando en una especie de coma. El único medio verificado para matar a un garra revivido es un veneno desarrollado por la Corte. Las Garras están altamente entrenadas y condicionadas. Son extremadamente hábiles con cuchillos y expertos en combate cuerpo a cuerpo. Para permanecer sin ser detectados, las Garras son dueñas del sigilo y la ocultación. Antes de la Noche de los Búhos, la Corte solo tenía un garra activa a la vez. El nuevo garra debe demostrar que es digno de usar ese manto al matar a su predecesor en combate singular en el Laberinto. Las garras deben seguir las órdenes de la corte y cumplirlas hasta que se las considere no aptas para el servicio debido a la edad o el fracaso, momento en el que se enfrentan al sucesor elegido. Las garras reavivadas pueden devolverse a su ser anterior con la ayuda del Pozo de Lázaro.
Entre los garras conocidas están, por orden de aparición:
- Uriah Boone - Uriah Boone fue una de las garras más antiguas, activa en algún momento antes de que Ciudad Gótica se convirtiera en una ciudad industrializada. Siglos más tarde, cuando Batman se enfrentó a la Corte sobre la supuesta inmortalidad del Joker, Uriah estaba escondido en las sombras, listo para defender a los miembros y se enfrentó a Batman en una pelea.

- Ephraim Newhouse - Ephraim Newhouse era el garra de 1665. Sin embargo, su descuido obligó a la corte a retirarlo, despojándolo de sus armas y armadura con una marca de deshonra en su registro. Cuatro de sus cuchillos fueron robados por Catwoman siglos después. Durante la saga de la Noche de los búhos, Ephraim fue revivido y enviado por la corte para asesinar a Oswald Cobblepot. Por pura coincidencia, el Pingüino estaba en posesión del quinto cuchillo en el que Gatúbela había puesto su mira. En el conflicto que siguió, Catwomansalvó la vida de Pingüino y prometió devolverle los cinco cuchillos al garra aprovechando su necesidad de redención a los ojos de La Corte de los búhos. El Pingüino le disparó en la cabeza antes de que se pudiera hacer un intercambio, y Catwoman colocó su cuerpo en el techo del Departamento de Policía de Gotham con sus cinco cuchillos y encendió la Batiseñal.

- Henry Ballard - Henry Ballard fue encontrado por las Aves de presa. Recordó la ciudad de Ciudad Gótica de 1847 como un lugar violento y vio el presente de la ciudad de la misma manera. Cuando fue desenmascarado, ya tenía la apariencia de un anciano. Él aparentemente considera a las mujeres como "alimañas", sugiriendo rasgos de misoginia. Las Aves de Presa lograron someterlo cuando Poison Ivy lo arrastró a un vagón frigorífico destinado a transportar carne.[9]

- Alexander Staunton: Alexander Staunton era el garra en 1856. Era eficaz, pero sus asesinatos carecían de la sutileza que la Corte del día sentía esencial, y estaba retirado. Durante la Noche de los Búhos fue enviado a matar a Lucius Fox, pero fue detenido por Batwing.

- Felix Harmon- Felix Harmon era conocido como el carnicero de Ciudad Gótica, quien era un garra en la década de 1860. Se le muestra como un joven fuerte en el Circo de Haly en 1852. Mató a 140 civiles que la Corte no había señalado para la ejecución, así como a dos miembros de la Corte. En 1862, él mató a todos en la casa de Carpenter para huérfanos y prendió fuego al edificio. Afirma que mató a la edad de tan solo 14 años. Es un psicópata completo y es físicamente enorme, con unos 9-10 pies de estatura y una gran musculatura. Sus dientes son puntiagudos y sus uñas como garras. Él es conocido como un rastreador experto. La Corte finalmente lo sometió y lo mató, colocándolo en la Tumba de los indignos. Él es revivido por la desesperación de matar a Calvin Rose. Durante su enfrentamiento final, le cortan el brazo izquierdo, lo cortan por la mitad y lo decapitan. Como uno de los garras revividos, es básicamente indestructible.

- Xiao Loong - Xiao Loong era la Garra de la década de 1890. Era un acróbata de origen chino. En su momento, fue enviado a asesinar a Thurston Moody, el ex subdirector de las Aguas Residuaeles de Gotham, que era miembro de un grupo terrorista llamado el 7 de agosto.

- The O'Malleys - Tres generaciones de O'Malley sirvieron como Garras: James O'Malley, su hijo Brandon y su nieto Nathaniel. Nathaniel es visto como un fracaso por su abuelo en particular, especialmente por no haber engendrado un heredero. Nathaniel revela que eligió no engendrar un heredero para que su línea terminara y dejaran de servir como Garras. Los tres O'Malleys son revividos, pero Nathaniel elige ayudar a Calvin Rose a pelear contra la Corte.

- William Cobb- William Cobb es el asesino enviado para asesinar a Bruce Wayne, antes de la Noche de los Búhos. Nacido el 10 de octubre de 1901, William Cobb era hijo de un herrero y trabajador textil que perdió la vida mientras trabajaba en un puente. Este evento robó al joven William de su niñez, mientras él y su madre luchaban por sobrevivir. Después de un encuentro con un hombre llamado Nathaniel, Cobb se unió a un circo, dominando el arte de arrojar cuchillos y ganar fama. Cobb conoció y se enamoró de Amelia Crowe, la hija de Burton Crowe, lo que resultó en el embarazo de Amelia, pero Burton lo desaprobó y acordó que se casara con un primo segundo. A través de los esfuerzos de Nathaniel, Cobb se unió a la Corte de los Búhos y se convirtió en un Garra para hacer una diferencia en la sociedad. Cobb secuestró a su hijo pequeño y le dio el niño a Nathaniel,[34] Después de intentos fallidos de derrotar a Batman, Batman descubre que Cobb es el bisabuelo de Dick Grayson. Cobb está decepcionado al saber que Grayson, como Nightwing, es un aliado de Batman, y se enfrenta a su nieto en combate, en el que Grayson sale victorioso.[34]

- Jonas : Jonas era el garra de los años veinte. Él era de una familia agrícola afroamericana pobre en Georgia. Desde muy temprana edad, Jonas amaba a los animales, especialmente a los pájaros. Sin embargo, su madre, después de perder la cabeza, mató a todas las gallinas de Jonas con un hacha en un ataque de locura. Después de que la gripe española mató a su familia, huyó y fue llevado por Circo Haly. la Corte de los Búhos tomó nota del niño y señaló su intrepidez mientras entrenaba a los animales peligrosos. Completó su entrenamiento como garra derrotando a William Cobb en el Laberinto de la Corte. Sin embargo, Jonas era mentalmente inestable, tallando una "pluma" en su carne después de quitarle la vida a una víctima. Se lo vio dominar con cuchillas y cuchillos como la mayoría de las Garras, pero también portaba un hacha.

- Benjamin Orchard - el garra en la década de 1930 por un año. Su padre lo convirtió en un garra como castigo por huir para unirse al circo de Haly, pero solo le permitió servir durante un año antes de que lo mataran. Es revivido para la Noche de los Búhos y custodia el Hotel Orchard. No está claro si sobrevivió o no a la destrucción parcial del hotel, pero como un garra revivido es casi inasible.

- Mary Turner - Mary es la garra de la década de 1940. Ella fue horriblemente desfigurada a una edad temprana por una bomba atada a un globo que fue enviado por el emperador Hirohito para causar pánico en los Estados Unidos durante la Segunda Guerra Mundial. Mary despierta y es enviada a coaccionar al comisionado Gordon para que deje que su fuerza policial maneje la Noche de los Búhos de manera ineficaz e inadvertidamente encienda una señal de murciélago modificada que llena el cielo con el símbolo de la Corte de los Búhos, matando la esperanza de que Batman salvara Gotham. Se enfrenta a Batgirl, pero la deja ir, porque ambos usan máscaras. Más tarde, Catwoman sacó a Mary de la Penitenciaría Blackgate, después de haber sido contratada por un miembro prominente de la Corte. Sin embargo, cuando se dio cuenta de sus motivaciones, se volvió contra él y, con Batichica, derrotaron a sus Garras, incluida Mary, que recurrió a su maestro en nombre de la amistad con las dos mujeres. Para proteger a Mary, Catwoman se enfrentó a la policía sola, dejando a Batichica para sacar a Mary.[35] La solución de Batichica fue encontrar un lugar para Mary con las Aves de Presa[36] dándole el nombre en clave "Strix" ("búho" en latín).[37]

- Alton Carver: Alton Carver era el garra más reciente. Al igual que cualquier otro garra, Carver fue un artista intérprete o ejecutante con el Circo Haly, pero su miedo a la muerte le impidió dominar el cable. Frustrado, el maestro de ceremonias lo obligó a superar su miedo al prenderle fuego al remolque dentro de él. Cuando salió, quemado pero vivo, estaba listo para el entrenamiento de la Corte. Veintiséis años después, se había convertido en uno de los mejores Garras, pero también se había vuelto descuidado. Se le advirtió que si continuaba cometiendo errores, sería reemplazado por un niño que ya había sido elegido para sucederlo. La noche de la misión que debía redimirlo, Carver no pudo evitar ir a ver quién lo reemplazaría. Vio a Dick Grayson realizar acrobacias y sabía que el niño lo superaría. Después de demorar demasiado, perdió su oportunidad de matar a su objetivo sigilosamente y fue atacado por Batman. Su fracaso obligó a la Corte a retirarlo, y no fue despertado nuevamente hasta la Noche de los Búhos. Le dieron al candidato del municipio Lincoln March como objetivo. Aunque March fue apuñalado, le disparó a Carver en la cabeza. Inesperadamente, sin embargo, Carver revivió y atacó a Batman, que había llegado a la escena. La batalla terminó con Carver lanzado por la ventana hacia la calle. A pesar de la caída, logró escapar a las alcantarillas.

- Calvin Rose - Calvin aparece encerrado en una perrera de perro por su padre a la edad de 8 años durante tres días, momento en el que puede romper la cadena en la puerta y escapar al circo de Haly. Calvin Rose fue entrenado como un artista de escape en el Circo Haly. Luego fue reclutado por La Corte de los Búhos y entrenado para ser su próximo garra. Completó todas las pruebas de la Corte para convertirse en el nuevo garra, incluida la muerte de su predecesor en combate singular. Incluso escapa del Laberinto, que nadie más en ese momento lo ha hecho (Batman también escapa más tarde). En su primera misión desobedece a la Corte, salvó a Sarah y Casey Washington y huyó de la Corte. Él era el único garra que alguna vez escapó a las garras de la Corte de los Búhos. Él es un artista de escape de clase mundial y un asesino entrenado. Él es asesinado por Bane, pero revivido por la Corte. Como un garra revivido, es casi indestructible, no siente dolor y se cura de cualquier herida. Desobedeció nuevamente a la corte y lo sentenciaron a morir, incluso inyectándolo con el veneno que parece ser lo único capaz de matar a una garra revivida. Luchó para derribar a Felix Harmon y Sebastian Clark, sufriendo lesiones que habrían matado a un hombre normal varias veces. El veneno casi lo mata, pero usando diálisis Lucius Fox y Casey Washington pueden quitar el veneno de su cuerpo y revivirlo. Luego es introducido en Batman Incorporated.

## En otros medios

### Televisión
La Corte de los Búhos aparece en la serie de televisión Gotham. Los miembros conocidos son Kathryn Monroe (interpretada por Kit Flanagan en la segunda temporada, Leslie Hendrix en la tercera temporada), el tío de James Gordon Frank Gordon (interpretado por James Remar), las garras (interpretado por Brandon Alan Smith) y algunas personas no identificadas con máscaras de búho con un chamán (interpretado por Raymond J. Barry) como su asociado. Apareciendo por primera vez en " Wrath of the Villains: A Legion of Horribles", se revela que la Corte de los Búhos son los empleadores de Hugo Strange, quienes le han encargado encontrar un medio para revivir a los muertos. En la tercera temporada, trabajan en el armamento de la sangre venenosa de Jervis Tetch La hermana de Alicia para "salvar Gotham" sumiéndolo en el caos al ser manipulado por Ra's al Ghul. En"Heroes Rise: Pretty Hate Machine", todos los miembros de la Corte de los Búhos fueron asesinados por los garras que trabajaban para Shaman.

### Películas de animación
La Corte de los búhos aparece en la película animada Batman vs. Robin, con una garra interpretada por Jeremy Sisto. En la película, el garra intenta persuadir a Robin (Damian Wayne) para que se una a la Corte de los Búhos. Pero a mitad de la película, el garra traiciona al Gran Maestro (expresado por Robin Atkin Downes), revelado como la amante de Bruce Wayne Samantha Vanaver (expresada por Gray DeLisle), matándola a ella y a todos los miembros de La Corte de los Búhos, y toma el control del ejército de la Corte, las garras zombificadas para atacar a la Baticueva. Al final, los garras son destruidas por Batman, Nightwing y Alfred, mientras que el garra actual se suicida cuando es derrotado por Robin.